# Tomáš Rada (politik)
Tomáš Rada (* 10. července 1966) je český politik, od roku 2010 zastupitel, v letech 2014 až 2018 také 1. místostarosta a v letech 2018 až 2022 místostarosta města Rokycany. Od roku 2022 působí jako starosta města Rokycany.

## Život
Po absolvování gymnázia v Rokycanech vystudoval strojírenství a ekonomii v Liberci. Po základní vojenské službě začal pracovat ve strojírenském podniku Kovosvit Holoubkov. Poté byl zaměstnán na Okresním úřadu Rokycany. Nejdříve působil na živnostenském referátu, později se stal vedoucím kanceláře přednosty. Následně pracoval na Úřadu pro zastupování státu ve věcech majetkových.
Žije v Rokycanech a vychovává dvě děti.

## Politické působení
V komunálních volbách v roce 2010 kandidoval do Zastupitelstva města Rokycany jako lídr kandidátky subjektu „ROKYCANŠTÍ PATRIOTI“ (tj. hnutí NEZ). Mandát zastupitele města se mu podařilo získat. V komunálních volbách v roce 2014 kandidoval do Zastupitelstva města Rokycany opět jako lídr kandidátky subjektu „ROKYCANŠTÍ PATRIOTI“ (tj. hnutí NEZ). Mandát zastupitele města obhájil. Po volbách se stal také 1. místostarostou města. V komunálních volbách v roce 2018 kandidoval do Zastupitelstva města Rokycany z pozice lídra kandidátky sdružení nezávislých kandidátů „ROKYCANŠTÍ PATRIOTI“. Mandát zastupitele města se mu podařilo obhájit. Následně byl zvolen místostarostou města. V komunálních volbách v roce 2022 kandidoval do Zastupitelstva města Rokycany opět jako lídr kandidátky sdružení nezávislých kandidátů „ROKYCANŠTÍ PATRIOTI“. Mandát zastupitele města obhájil. V říjnu 2022 byl rovněž zvolen starostou města.
V krajských volbách v roce 2016 kandidoval do Zastupitelstva Plzeňského kraje z 3. místa kandidátky subjektu „Koalice pro Plzeňský kraj – KDU-ČSL, Strana zelených a hnutí Nestraníci“. Mandát krajského zastupitele se mu však nepodařilo získat. V krajských volbách v roce 2020 kandidoval do Zastupitelstva Plzeňského kraje z 3. místa kandidátky subjektu „KDU-ČSL, ADS A NESTRANÍCI – KOALICE PRO PLZEŇSKÝ KRAJ“, avšak opět neuspěl. V krajských volbách v roce 2024 kandiduje do Zastupitelstva Plzeňského kraje z 10. místa kandidátky subjektu „PRO NÁŠ KRAJ – PRO PLZEŇ a KDU-ČSL s podporou Svobodných, agrárníků, starostů a sportovců“.
Ve volbách do Senátu PČR v roce 2024 kandidoval jako nestraník za hnutí PRO PLZEŇ v rámci koalice „KDU-ČSL, PRO PLZEŇ, ADS“ v obvodu č. 8 – Rokycany. Se ziskem 11,04 % hlasů skončil na 4. místě, a senátorem se tak nestal.